# Несессер (яйцо Фаберже)
Несессер — ювелирное яйцо, одно из пятидесяти двух императорских пасхальных яиц, изготовленных фирмой Карла Фаберже для русской императорской семьи. Оно было создано и в 1889 году передано императору Александру III, который подарил его свой супруге, императрице Марии Фёдоровне, на Пасху. На данный момент считается утерянным.

## Дизайн
Данное яйцо было сконструировано в форме футляра, содержащего предметы женского туалета. Поскольку точный внешний вид изделия не известен, то можно опираться только на сведения из описи императорского драгоценного имущества 1917 года, в которой оно числилось как «разноцветные камни и бриллианты, рубины, изумруды и сапфиры».

## Сюрприз
Вполне возможно, что сюрпризом был набор из 13 предметов женского маникюрного набора, инкрустированных бриллиантами, хотя в этом нет точной уверенности. Поскольку до наших дней не дошло ни одной фотографии яйца или его части, то короткие описания остаются единственными достоверными сведениями, позволяющими представить его дизайн и сущность сюрприза.

## История
9 апреля 1889 года Александр III подарил ювелирное яйцо свой супруге Марии Фёдоровне. Оно находилось в Гатчинском дворце и использовалось всего в одной поездке в Москву (на основании информации из счёта за поездку). 
После революции 1917 года яйцо «Несессер» было захвачено вместе с другими императорскими яйцами и было отправлено в Оружейную палату Кремля. В начале 1922 года яйцо было передано в Совнарком, после чего дальнейшая его судьба неизвестна.

### Расследование Кирена Маккарти
20 марта 2008 года в журнале Country Life Magazine была опубликована статья Мэри Миерс, в которой рассказывалось, что Кирен Маккарти из ювелирного дома Wartski нашёл сходство яйца «Несессер» с одним из лотов, выставлявшихся в Wartski в 1949 году. До наших дней не сохранилось ни одной достоверной фотографии, однако, Маккарти нашёл в фотоархиве компании небольшой снимок яйца. Также, на основе архивный сведений, было установлено, что в 1952 году Wartski продал лот неизвестному за £1200.

### Жемчужное яйцо
Название «Жемчужное» яйцо часто используется при описании яйца «Несессер» из-за ошибки в архивных сведениях. Некоторое время яйцо «Воскресение» считалось «Жемчужным» яйцом на основании выводов, сделанных Мариной Лопато в её статье в журнале  Apollo за январь 1984 года. 
Однако при более детальном рассмотрении этих яиц становится очевидным, что яйцо «Воскресение» не содержит механизма для его открытия и в нём нет места для хранения кольца, что противоречит описанию из счёта Фаберже. «Жемчужное» яйцо было передано Александру III 16 марта 1889 года, но при этом нет достоверных сведений о том, что оно стало пасхальным подарком его супруги. Вполне возможно, что из-за некоторых проблем с «Жемчужным» яйцом, яйцо «Несессер» стало пасхальным подарком 1889 года. Это подтверждается тем фактом, что оба яйца «Несессер» и «Жемчужное» стоили значительно меньше, чем все другие ювелирные яйца до и после 1889 года.